# Miconia perturbata
Miconia perturbata är en tvåhjärtbladig växtart som beskrevs av John Julius Wurdack. Miconia perturbata ingår i släktet Miconia och familjen Melastomataceae. Inga underarter finns listade i Catalogue of Life.